# 哈丽雅特·达特
哈丽雅特·达特（英語：Harriet Dart，1996年7月28日—），生于英格兰汉普斯特德，英国女子网球运动员。她曾在2021年温布尔登网球锦标赛搭档乔·索尔兹伯里获得混合双打亚军。